# 巴石立花園街謀殺案
《巴石立花園街謀殺案》（英語：Murder in the Mews）是阿嘉莎·克莉絲蒂的推理短篇小說集，包含四個短篇，1937年首度出版，主角是偵探赫丘勒·白羅。在美國和日本出版時標題名為《死人的鏡子》。

## 內容
1. 《巴石立花園街謀殺案》
2. 《意外的竊賊》
3. 《死人的鏡子》
4. 《羅德斯三角》

## 改編作品
本書的四個短篇都在電視劇《大偵探白羅》中得到改編。